# Dendrophylax gracilis
Dendrophylax gracilis é uma espécie de orquídea, família Orchidaceae, endêmica de Cuba, onde cresce em áreas bastante úmidas e abafadas. Trata-se de planta epífita, monopodial, com caule insignificante e efêmeras folhas rudimentares, com inflorescências racemosas que brotam diretamente de um nódulo na base de suas raízes. As flores tem um longo nectário na parte de trás do labelo.

## Publicação e sinônimos
- Dendrophylax gracilis (Cogn.) Garay, J. Arnold Arbor. 50: 467 (1969).

Sinônimo homotípico:
- Polyrrhiza gracilis Cogn. in I.Urban, Symb. Antill. 6: 679 (1910).
- Polyradicion gracilis (Cogn.) H.Dietr., Wiss. Z. Friedrich-Schiller-Univ. Jena, Math.-Naturwiss. Reihe 32: 861 (1983).